# Asymptotische analyse
In de wiskundige analyse, een deelgebied van de wiskunde, is asymptotische analyse een methode om limietgedrag te beschrijven. 
De methodologie heeft toepassingen door de hele natuurwetenschap.
- in de informatica in de analyse van algoritmen, gelet op de prestaties van de algoritmes wanneer toegepast op zeer grote datasets
- het gedrag van natuurkundige systemen als ze erg groot zijn.